# Every Man Has A Woman Who Loves Him
«Every Man Has a Woman Who Loves Him» es una canción compuesta e interpretada por Yōko Ono e incluida originalmente en el álbum de 1980 Double Fantasy. 
Para 1984, la versión fue publicada como un sencillo donde se sustituyó la parte vocal de Yoko por una pista con la voz de John Lennon. 
La cara B del disco incluyó el tema "It's Alright", de Yoko y Sean Lennon.

## Historia
La canción reapareció en el álbum recopilatorio tributo a Yoko llamado "Every Man Has a Woman" a finales de 1984, y fue el primer sencillo extraído de un total de cuatro, el 16 de noviembre de ese año.
A diferencia de la original, el tema se le atribuyó en este disco a John Lennon. En esta segunda versión se suprimió la pista de voz principal de Ono y se utilizó la de su esposo, la cual se había registrado en una copia alternativa el 22 de septiembre de 1980 durante la mezcla de Double Fantasy. Se puede escuchar casi en forma de susurro la voz de Yoko en algunos segmentos del estribillo.
"Every Man Has a Woman Who Loves Him" fue la última y definitiva canción inédita acreditada a John Lennon que fuera lanzada como un sencillo, aunque no funcionó bien comercialmente. Por lo tanto, no ingresó a listados en el Reino Unido o en los Estados Unidos, donde se mantiene como una canción prácticamente desconocida y sin mayor interés.

## Lanzamientos
Aparte de su piblicación como un sencillo en 1984, también fue incluida como un bonus track en la reedición en CD de Milk and Honey en 2001.
En 2007 fue relanzada en el Reino Unido como un disco único de 12 " por el sello discográfico Mynx donde se adjunta con un cover de Elvis Costello de la canción de Yoko Ono "Walking on Thin Ice", de 1981.
Finalmente, fue incluida por tercera y última vez en el álbum Double Fantasy Stripped Down Mixes que contiene versiones alternativas de Double Fantasy en octubre de 2010. En este disco John y Yoko la interpretan a dúo prácticamente a capela.

## Listados
| Listado(2004)                         | Máxima posición |
| ------------------------------------- | --------------- |
| Estados Unidos (Hot Dance Club Songs) | 1               |

## Créditos
- John Lennon - Vocalista
- Tony Levin - Bajo
- Andy Newmark - Batería
- Earl Slick , Hugh McCracken , John Lennon - Guitarra
- George Small , John Lennon - Teclados
- Arthur Jenkins Jr. - Percusión
- Ed Walsh –Sintetizador
- John Lennon - Productor